# Парк санаторію «Карпати»
Парк санато́рію «Карпа́ти» — пам'ятка садово-паркового мистецтва загальнодержавного значення. Розташований на території санаторію «Карпати», що біля села Карпати Мукачівського району Закарпатської області. 
Площа парку 19 га. Закладений у 1848 році у ландшафтному стилі з цінних декоративних порід рослин, має наукове значення.

## Загальна характеристика
В парку зростає понад 50 видів цінних і декоративних рослин, таких як: сосна Веймутова, бук пурпуролистий, гліцинія китайська, аристолохія, оцтове дерево, сосна австрійська, сосна кедрова, дуб європейський, тюльпанне дерево американське, самшит вічнозелений, ялина та інші. 
У парку розташований мисливський палац графів Шенборнів, побудований у готичному стилі. У центрі парку міститься декоративний ставок, що живиться гірськими потоками, вкритий листям і білим лататтям. Його контури нагадують абрис Австро-Угорської імперії. 
Парк прикрашений парковою скульптурою ведмедиці з ведмежатами й оленя, а також різьбленими статуями з дерева. В північній його частині діє бювет з мінеральною водою «Поляна Купель» та є «Джерело Краси» з цілющою водою.

## Галерея

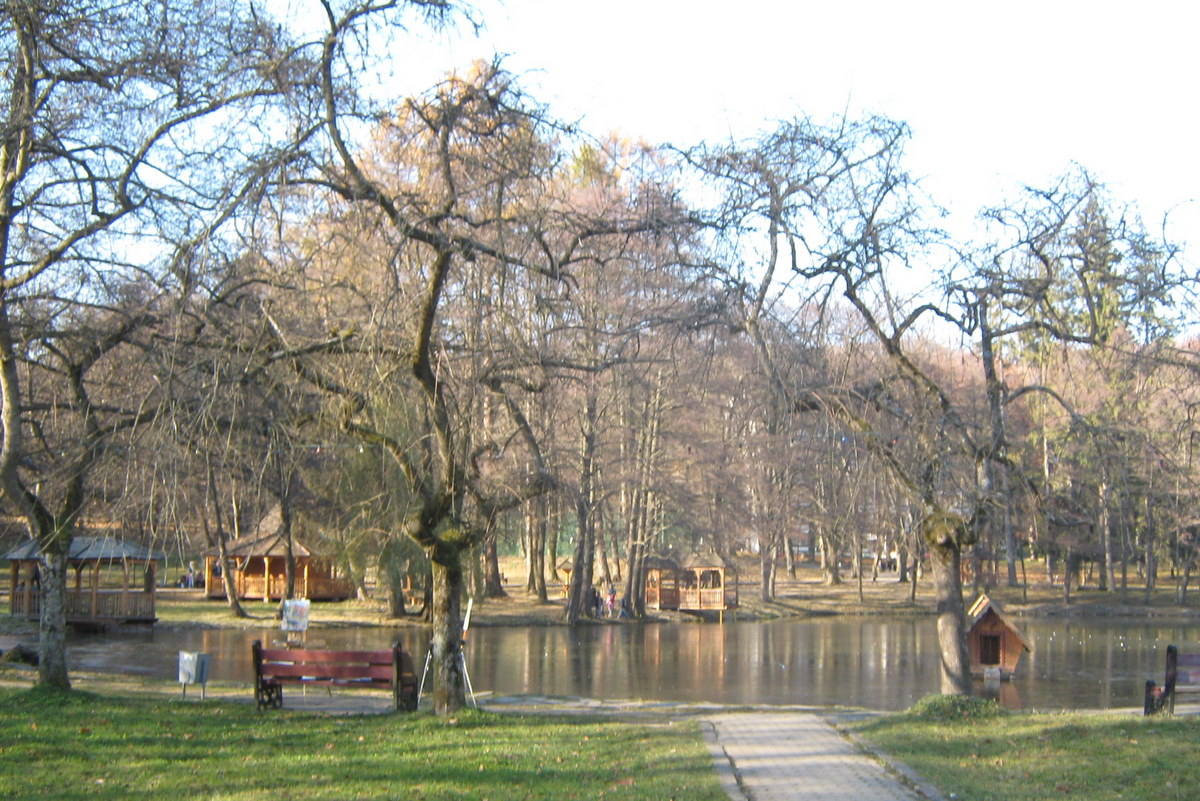
Парковий ставок
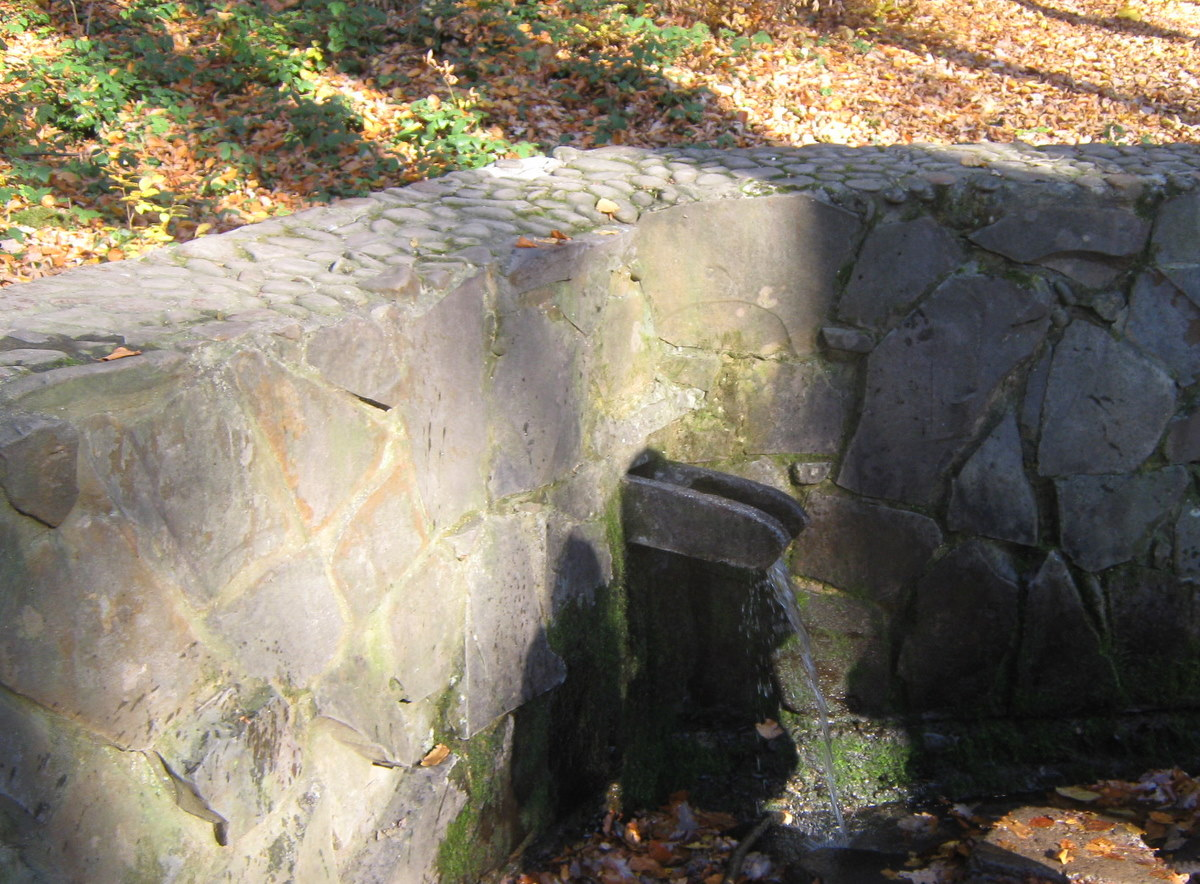
Джерело Краси
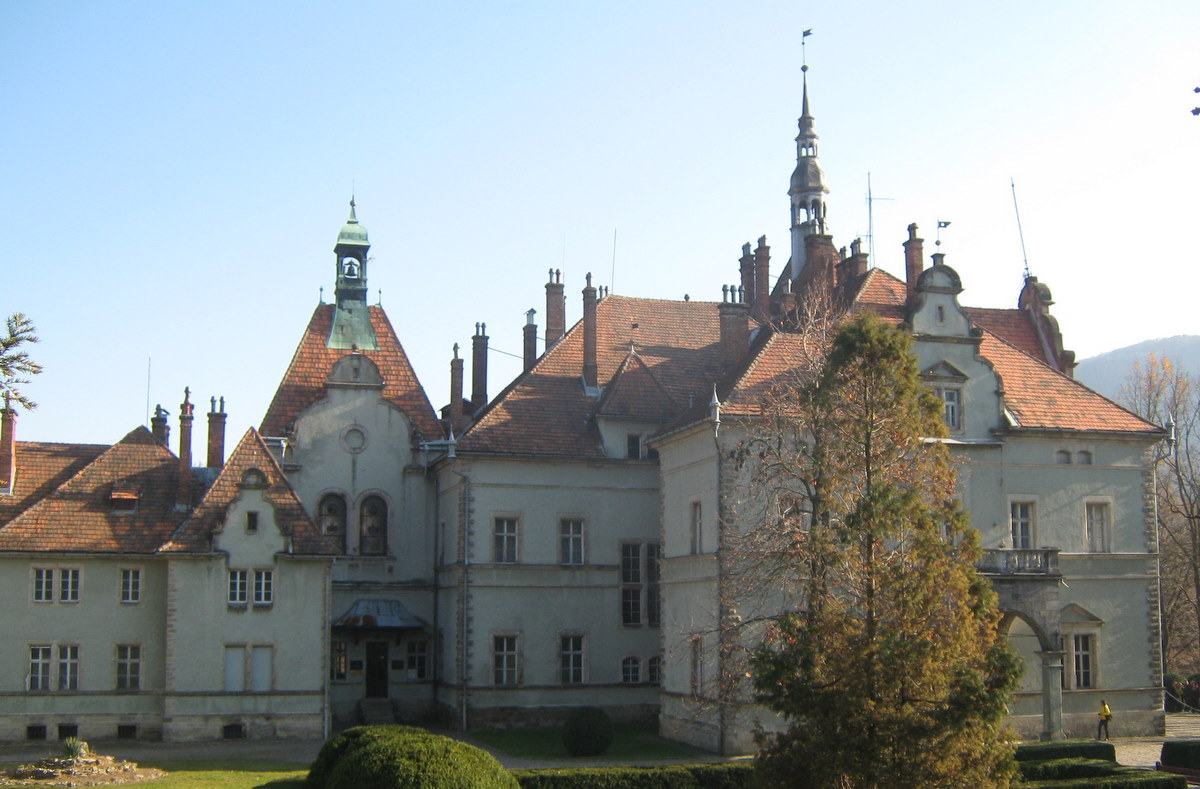
Палац графів Шенборнів
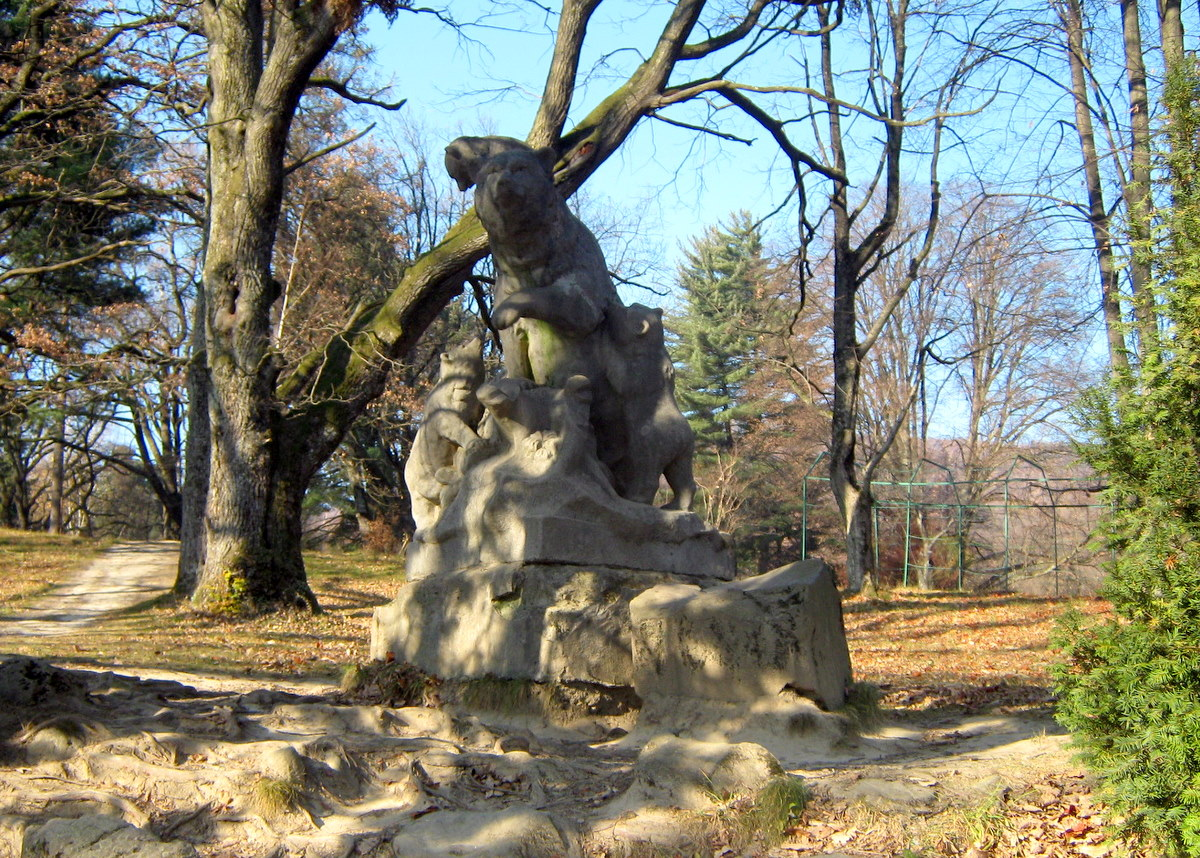
Скульптура ведмедиці
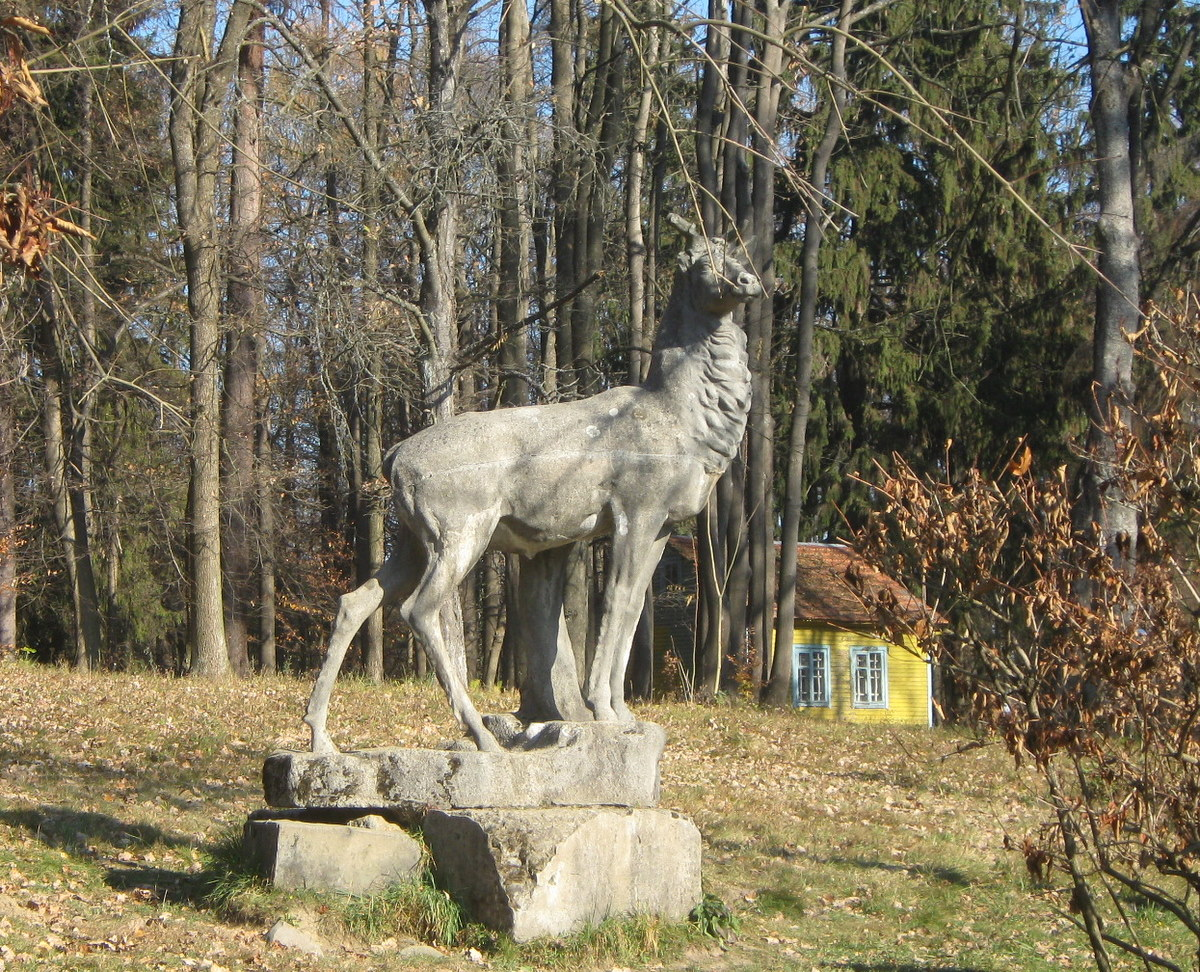
Скульптура оленя
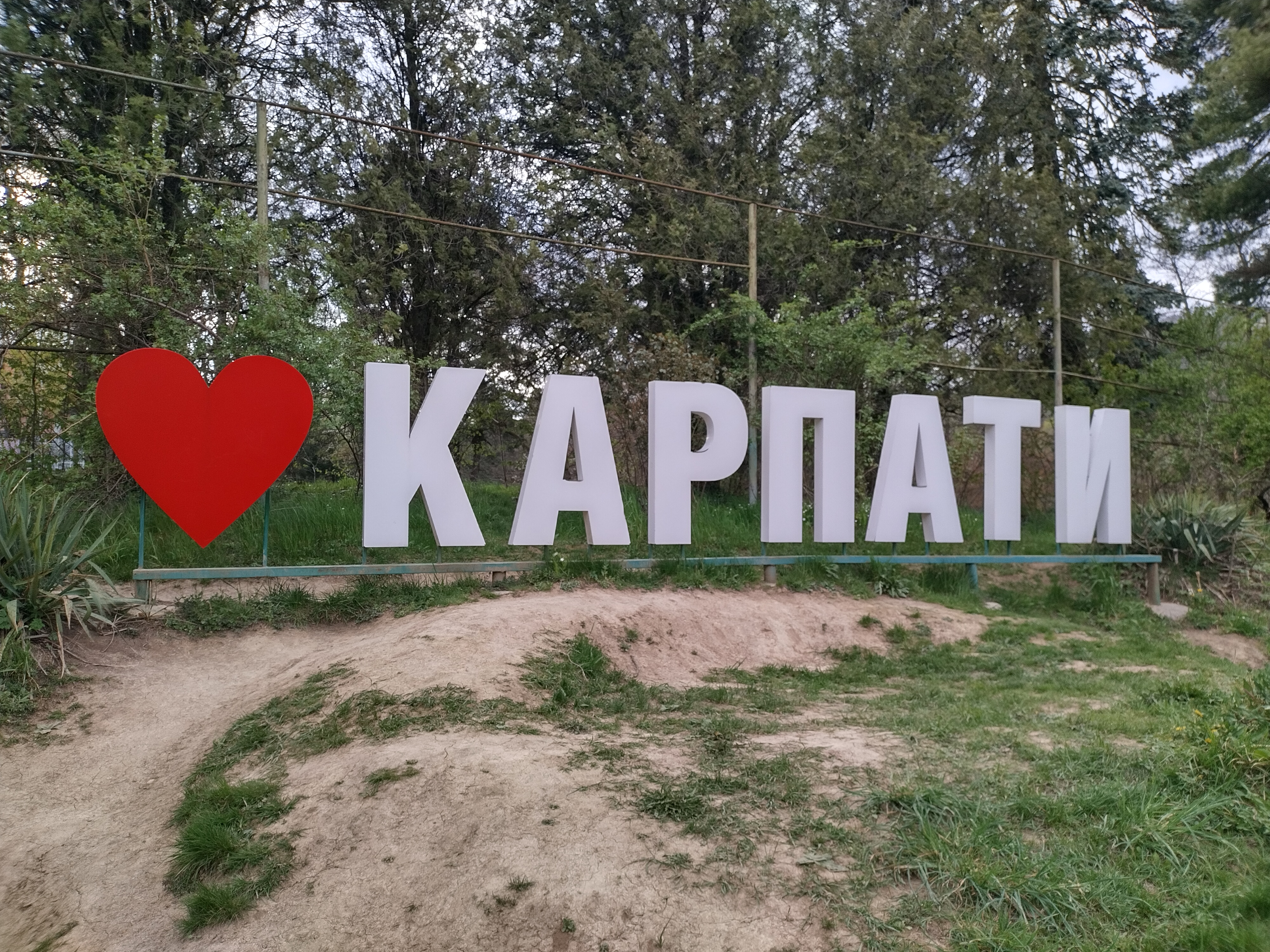
Арт-об'єкт "Кохаю Карпати"
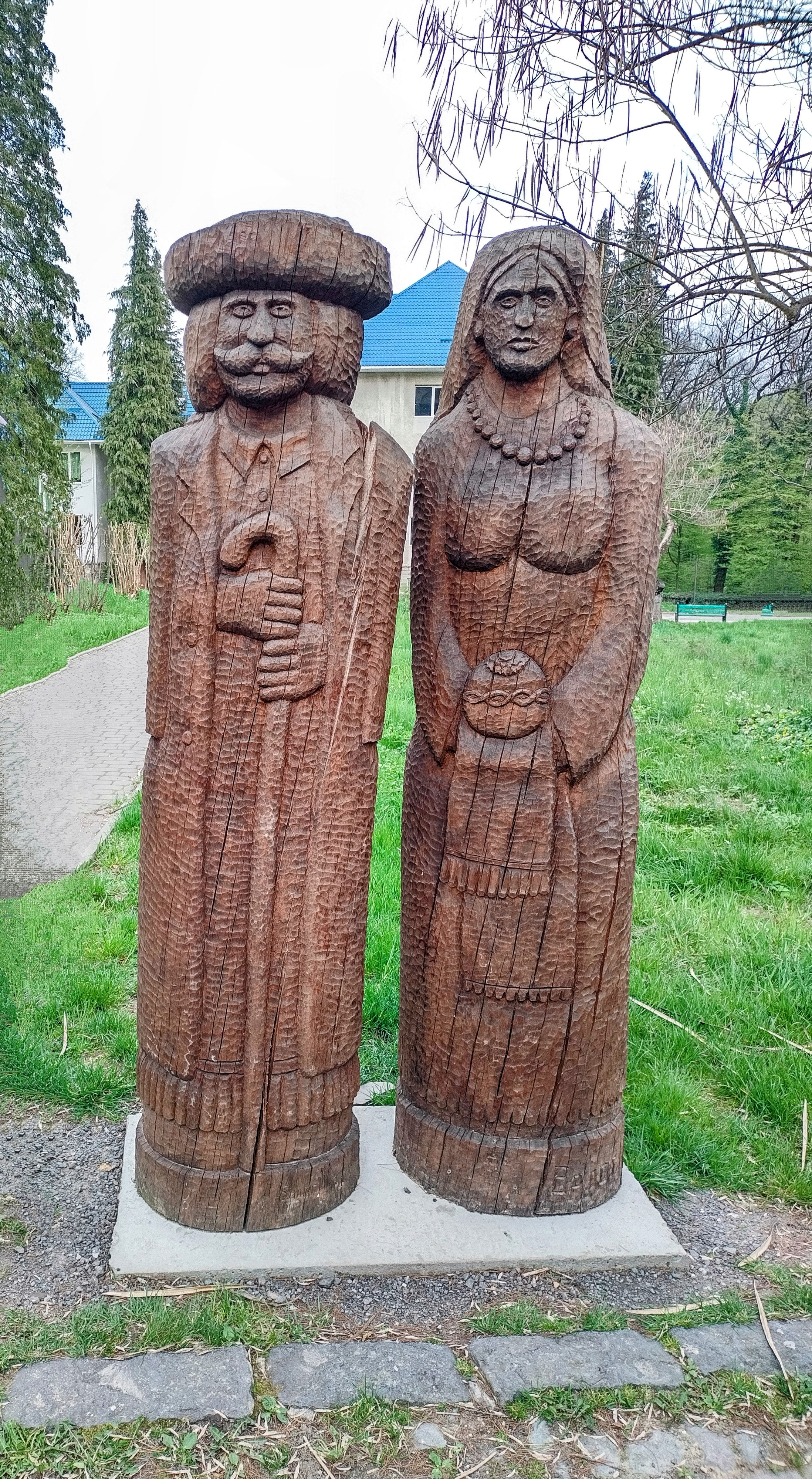
Різьблені статуї з дерева
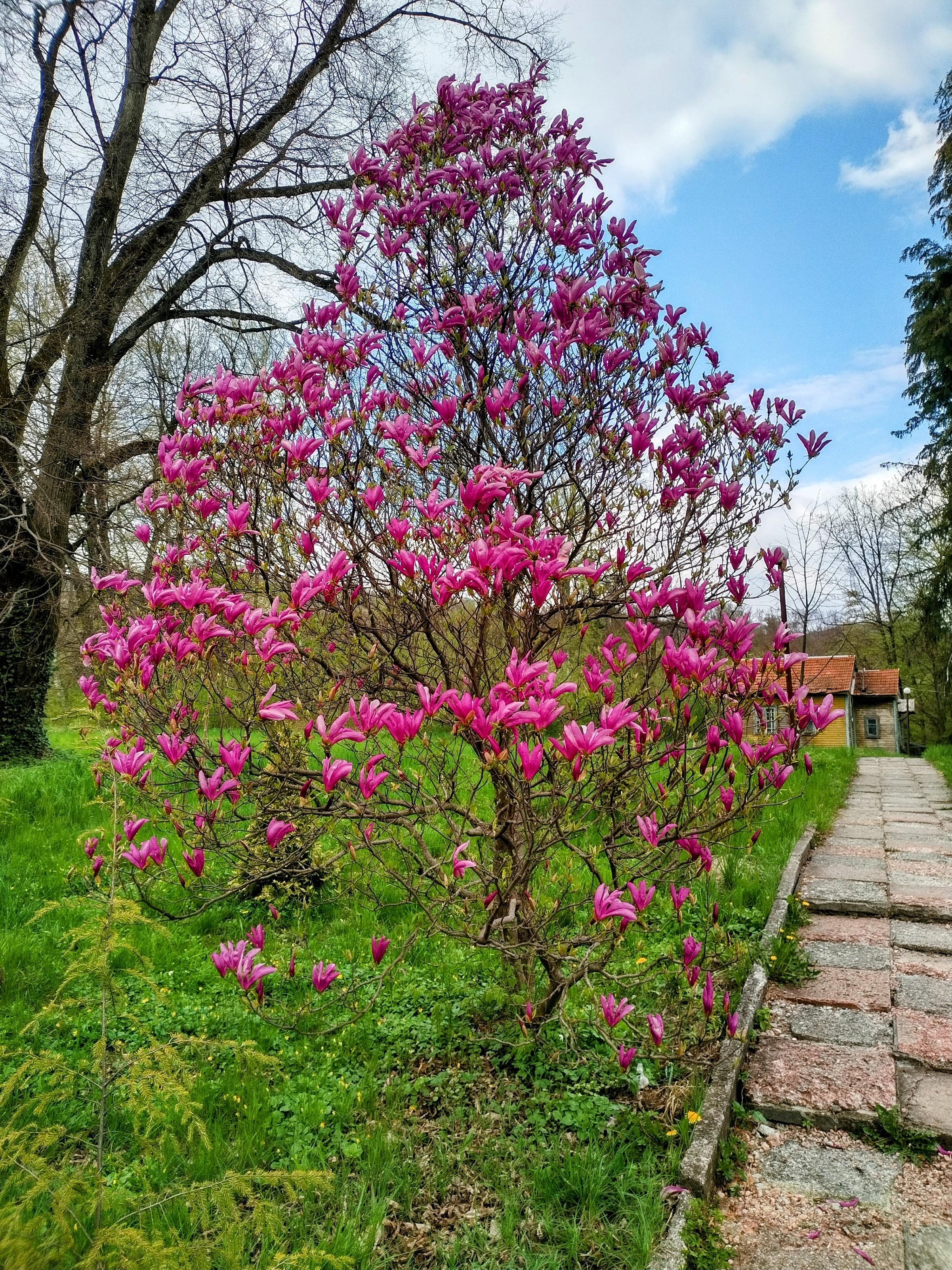
Квітуча магнолія
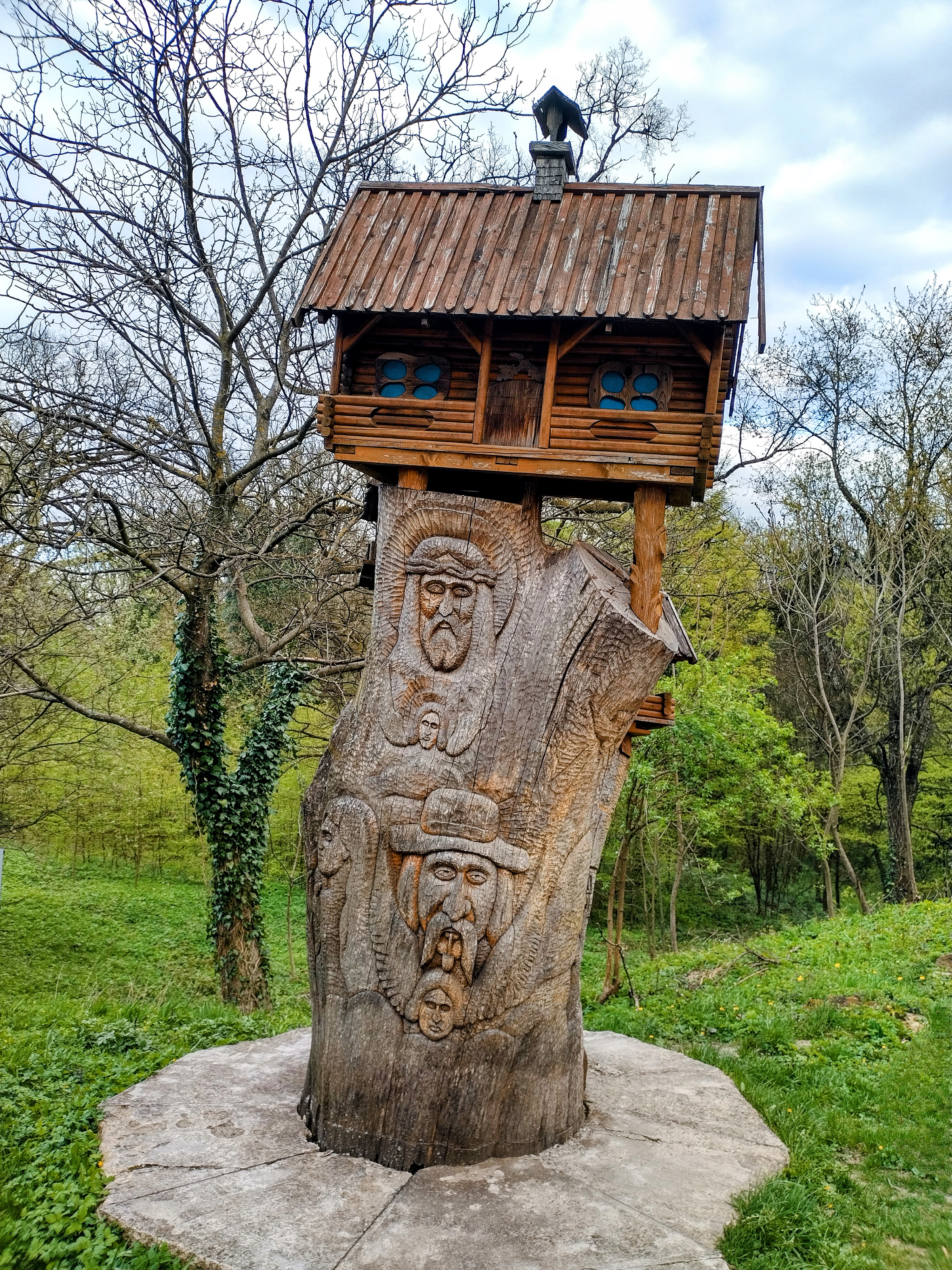
Дерев'яний витвір мистецтва